# Decade of Aggression
Albums de Slayer
Seasons in the Abyss
(1990) Divine Intervention
(1994)
Premier album live de Slayer (l'album Live Undead étant un faux live), Decade of Aggression reprend en 21 morceaux l'essentiel des 5 premiers albums studio du groupe.

## Liste des chansons

### CD 1
- Toutes les chansons proviennent du concert au Lakeland Coliseum le 13 juillet 1991[1],[2].

| No  | Titre                | Paroles             | Durée |
| --- | -------------------- | ------------------- | ----- |
| 1.  | Hell Awaits          | Kerry King          | 6:50  |
| 2.  | The Antichrist       | Hanneman            | 3:50  |
| 3.  | War Ensemble         | Hanneman, Tom Araya | 4:58  |
| 4.  | South of Heaven      | Araya               | 4:25  |
| 5.  | Raining Blood        | Hanneman, King      | 2:32  |
| 6.  | Altar of Sacrifice   | King                | 2:48  |
| 7.  | Jesus Saves          | King                | 4:12  |
| 8.  | Dead Skin Mask       | Araya               | 4:58  |
| 9.  | Seasons in the Abyss | Araya               | 7:01  |
| 10. | Mandatory Suicide    | Araya               | 4:00  |
| 11. | Angel of Death       | Hanneman            | 4:52  |

### CD 2
- Pistes 3-6 et 8-10 enregistrés au Orange Pavilion le 8 mars 1991[1],[2].
- Pistes 1, 2 et 7 enregistrés au Wembley Arena le 14 octobre 1990[1],[3].

| No  | Titre            | Paroles         | Durée |
| --- | ---------------- | --------------- | ----- |
| 1.  | Hallowed Point   | Hanneman, Araya | 3:36  |
| 2.  | Blood Red        | Araya           | 2:50  |
| 3.  | Die by the Sword | Hanneman        | 3:35  |
| 4.  | Black Magic      | King            | 3:28  |
| 5.  | Captor of Sin    | Hanneman, King  | 3:34  |
| 6.  | Born of Fire     | King            | 3:03  |
| 7.  | Postmortem       | Hanneman        | 4:04  |
| 8.  | Spirit in Black  | King            | 4:07  |
| 9.  | Expendable Youth | Araya           | 4:36  |
| 10. | Chemical Warfare | Hanneman, King  | 5:30  |

## Musiciens
- Tom Araya - chant, basse
- Jeff Hanneman - guitare
- Kerry King - guitare
- Dave Lombardo - batterie